# Catalogo Gigante
Il Catalogo Gigante, Catalogo Nazionale delle Monete Italiane dal Settecento all'Euro, detto per semplicità Gigante, è un catalogo-prezzario rivolto ai collezionisti di monete di area italiana pubblicato annualmente dal 1992.
Il Gigante riporta caratteristiche e prezzi delle monete coniate in Italia o per l'Italia dalla fine del Settecento all'euro; in linea generale sono riportate tutte le tipologie di monete che venivano coniate nel 1796 fino ad oggi. Fanno eccezione le monete del Regno di Sicilia e del Regno di Napoli che sono riportate dal 1734.
Il catalogo-prezzario riporta per ciascuna moneta alcuni dati generali: metallo, titolo, peso, diametro e il valore presunto per differenti stati di conservazione. Dall'edizione 2010 sono presenti sia la descrizione del contorno, già presente nelle precedenti edizioni, che le descrizioni del dritto e del rovescio.
Le foto di monete riportate sono in scala 1:1 e, a partire dall'edizione 2010, a colori con anche ingrandimenti di dettagli, varianti o sigle e marchi.